# Jesse Williams (Leichtathlet)
Jesse Williams (* 27. Dezember 1983 in Modesto) ist ein US-amerikanischer Hochspringer.
2005 wurde er US-Vizemeister und schied bei den Weltmeisterschaften in Helsinki in der Qualifikation aus. Im Jahr darauf wurde er Achter beim Leichtathletik-Weltfinale. 2007 kam er bei den Weltmeisterschaften in Osaka nicht über die Vorrunde hinaus und wurde erneut Achter beim Weltfinale.
2008 wurde er Sechster bei den Hallenweltmeisterschaften in Valencia und gewann den US-Ausscheidungskampf für die Olympischen Spiele in Peking, bei denen ihm eine übersprungene Höhe von 2,25 m nicht für das Weiterkommen in der ersten Runde reichte. Beim Weltfinale wurde er 2008 und 2009 Dritter.
2010 wurde er Fünfter bei den Hallenweltmeisterschaften in Doha und gewann den US-Titel sowohl in der Halle wie auch im Freien. Bei den Weltmeisterschaften in Daegu wurde Williams mit einer übersprungenen Höhe von 2,35 m Weltmeister. In London ging er aber bei den Olympischen Spielen als Final-Neunter leer aus.
Jesse Williams ist 1,83 m groß und wiegt 67 kg. Er wird von Cliff Rovelto trainiert. Als Student trat er bis 2003 für die North Carolina State University und bis 2006 für die University of Southern California an.

## Persönliche Bestleistungen
- Hochsprung: 2,37 m, 26. Juni 2011, Eugene
  - Halle: 2,36 m. 11. Februar 2009, Banská Bystrica